# 노래 오빠
노래 오빠(일본어: 歌のおにいさん 우타노오니상[*])는 2009년 1월 16일 ~ 2009년 3월 13일까지 TV 아사히에서 방송된 드라마로 방송 시간은 매주 금요일 밤 11시 15분 ~ 12시 10분까지, 총 8회 방송되었다. 주연은 오노 사토시이다. 평균 시청률 10.76%, 최고 시청률 11.8%를 기록하였다.

## 개요
2008년 7월 드라마 《마왕》으로 드라마 주연을 꿰찬 오노 사토시의 연속 원톱 주연의 드라마이다. 키무라 요시노는 2년 4개월만의 드라마 출연하였다. 특별 출연한 쿠로야나기 테츠코는 1975년 NHK 대하드라마 원록태평기 이후로 35년만의 드라마 출연이기도 하였다.

## 시놉시스
보컬을 맡고 있던 락 밴드가 상의 없이 갑자기 라이브 무대 도중에 해체하고, 같은 밴드 멤버였던 여자 친구에게는 차이고, 게다가 취직이 정해져있던 회사에서도 짤려 모두 잃어서 더 이상 잃을 것도 없는 남자 야노 겐타(오노 사토시)가 어찌어찌하다 어린이 대상 동요 프로그램에 “노래 오빠”가 되어서 사회를 배워가며 성장해가는 스토리를 그린 드라마.

## 캐스팅
야노 겐타：오노 사토시(아라시)
결성하고 있던 밴드가 해체되고, 연인 사이였던 미즈노가 라이브 무대에게 이별을 통보하고 취직도 안 되자 지푸라기라도 잡는 마음에 어린이 프로그램의 스태프라도 해보자는 심정으로 방송국 면접을 본다. 스태프 면접을 보러갔다가 방송국에서 방을 잘못 들어가게 되어 어린이 프로그램 《모두 노래하자! 파피푸페퐁 みんなでうたお!パピプペポン》의 출연자로 채용된다. 귀차니즘에 말 많고 불평 불만 많은 태도에, 표현도 잘 못하고, 무뚝뚝하지만, 아이들에게 사랑받고 있다. 처음에는 황당하고 어이 없는 상황에 자신감 없이 껄렁껄렁 노래 하였지만, 서서히 자신의 위치를 알아 가면서 성장한다.
미즈노 아카네 ：치사(GIRL NEXT DOOR)
겐타의 예전 여자 친구. 겐타가 보컬을 맡고 있던 밴드 ‘지젤 Giselle’의 홍일점. 키보드를 맡고 있다. 쿨한 성격으로, 예전부터 가수로 정식 데뷔 하는게 꿈이었다. 꿈을 갖지 않고 노력하지 않는 겐타에게 애정이 다해버린 미즈노는 밴드 해체와 이별을 고하지만 겐타에게 아직 미련이 남아 있다. 겐타가 나간 뒤, 보컬을 맡고 겐타에게는 비밀로 정식 메이저 데뷔 길로 나아가지만, 프로듀서인 안자이의 방식에 길을 잃어간다.
미츠키 우라라 ：카타세 나나
노래 누나로, 원래는 다카마쓰즈카 가극단 키트라 조의 뮤지컬 여배우였다. 항상 공주님처럼 말해서 뮤지컬 여배우 시절의 버릇이 못 고치고 노래도 오페라 조로 한다. 자존심 강하지만 의외로 약한 구석이 있다. 엄마에게 귀여움을 받고 자랐지만, 자신이 하고 싶은 방향으로 프로그램이 흘러가지 않고, 엄마의 기대에 부응하지 못해 프로그램을 그만두려고 고민했던 때도 있었지만, 지금은 노래 누나의 일을 천직이라고 느끼고 있다.
사이토 마모루：마루야마 류헤이(칸쟈니∞)
겐타와 동기인 신인. 음악 대학의 성악가 출신으로, 겐타와는 정반대의 우등생이지만, 극도로 무대 울렁증이 있다. 공부뿐 아니라 뭐든지 열심이고 뭐든지 메모하는 버릇도 있다. 프로그램을 하지 않을 때는 항상 남색 저지를 입는다. 장래에 뮤지컬 스타가 되는 것이 꿈이다.
히무로 요이치：토츠기 시게유키
이 프로그램의 메인 노래 오빠, 원래 직업은 분위기 띄우는 가요 가수. 1975년 8월생 33세. 자신이 세계에서 제일 멋지다고 믿는 극도의 나르시시스트에 어린 아이를 싫어한다. 제작 현장에서는 독재적 태도를 보인다. 프로그램 관계자 전원은 그를 왕자라고 부른다. 화려한 의상을 무척 중요시 한다. 팬층의 거의 주부이며 아이에게 인기는 없었지만, 주부층의 팬이 자신들의 아이들에게 이 프로그램을 보게 시켜, 프로그램 시청률을 주요하는 인물. 노래 오빠에서 짤리지만, 여전히 프로그램에 미련이 남아 있다.
스미요시 카즈히로：마에다 켄
프로그램의 치프 프로듀서.
시미즈 사야카：타키자와 사오리
메이크 담당의 스태프. 여장부 성격, 겐타와 사이토의 보호자와 같은 존재. 《모두 노래하자! 파피푸페퐁》 프로그램에 대한 자부심을 갖고 일한다.
나카무라 요코：나가이케 나츠코
AD.
미치루：타카라 히카리
아역 출신의 아이돌이며 프로그램의 마스코트적 존재인 ‘마카롱키즈’의 멤버. 히무로가 짤려 프로그램에 복귀했다. 쭉 아역으로 TV 활동을 해서, 학교에서는 적응하지 못한다.
안즈：아라카와 치카
마카롱키즈의 멤버. 아역 데뷔는 7세. ‘마카롱킷즈’의 리더로 있는 히무로를 매우 따른다. 자신보다 후배에게는 방약무인한 행동을 한다.
니나：미야타케 마츠리
마카롱키즈의 멤버. 아역 데뷔는 5세. 안즈와 같이 히무로를 따른다.
하루키：사이(SCAR)
지젤의 멤버 겸 리더.
소스케：료(SCAR)
지젤의 멤버.
안자이 료지：후키코시 미츠루
지젤의 음악 프로듀서로, 마나베의 전 상사. 돈이 되는 것이라면 뭐든지 하는 남자로, 겐타를 밴드에서 내쫓았던 것도 그의 계획이였다.
후지사키 메구미：노세 안나
안자이의 비서.
코야마 카츠미：카네코 노리히토
겐타의 친가, 야노 금속 프레스 공업의 직원. 겐타를 이해하는 사람. 겐타의 누나인 사쿠라를 좋아하지만, 고백하지 못하고 있다.
야노 사쿠라：스도우 사토시채
겐타의 누나. 야노가(家)의 가사 전반을 맡고 있다. 겐타의 행동이나 버릇을 잘 알고 있어, 겐타가 유일하게 대들지 않는 사람.
야노 미츠오：오노 타케히코
겐타의 아버지. 일하지 않고 있는 겐타를 모질게 대하지만, 마음은 누구보다 가장 걱정하고 있다. 겐타의 유년시절, 겐타에게 선물 한 원숭이 장난감을 겐타는 지금도 소중히 하고 있다.
마나베 쿄코：키무라 요시노
프로그램의 프로듀서. 은근슬쩍 비꼬는 말로 히토무를 짤리게 만들기도 하지만, 이 프로그램의 주인은 아이들이며, “아이들 프로그램”이라는 의식을 갖고 있다. 겐타를 노래 형님으로에게 채용한 장본인. 음치.

### 게스트
요시치 - 가토 세이시로 (제1,7,최종화)
"모두 노래 부르자! 파피푸페퐁"(이하 '미나우타')의 녹음에 참가한 남자아이.
전무 - 쓰루타 시노부 (제3화) TV 석양 전무.
쓰루의 한마디 때문에 히무로를 프로그램에서 하차시켰다.
와타루 - 시미즈 유야 (제3화)
전무의 손자. 제멋대로였지만, "미나우타"의 녹음 중에 일어난 사건을 계기로 반성하고, 겐타에게 다시 "노래 오빠"를 뜻하는 계기를 준다.
다이고 - 오카야마 도모키 (제4회)
학교에서 고립되어 있던 미치루가 유일하게 마음을 열었던 클래스메이트.
미치루의 친구 - 다나카 미레이(제4회)
구로야나기 데쓰코 (제5화 · 최종화, 특별 출연)
본인 역.
다지마 하루히코 - 이이다 기스케 (제5화)
미쓰오의 거래 상대의 사장의 아들로, 사쿠라의 맞선 상대. 마마 보이.
다지마의 어머니 - 후쿠이 유코 (제5화)
사쿠라의 맞선 상대인 다지마의 어머니.
고마쓰 - 요시다 신노스케 (제5화)
명가의 후계자로 우라라의 맞선 상대.
사쿠라이 쇼 (아라시) (제7화, 우정 출연)
"얏타맨"의 배우로 "모두 노래 부르자! 파피푸페퐁"의 "일하는 오빠'코너에 게스트로 출연했다. 본인 역.
사쿠라 마사히로 - 다바타 유이치(제7화)
TV 유우히 제작 센터 스태프.
스태프 - 우에미야 나나코 (제7화)
TV 유우히 직원이며, 마나베의 후배이다. "미나우타"의 중단이나, 선배인 마나베에게 "필요 없다는 것과 똑같아" 등의 말을 태연하게 말했다.
요시치의 누나 - 오자키 치아키 (제7화)

## 스태프
- 각본：나가타 유코
- 음악：쓰지 요
- 음악 협력：텔레비 아사히 뮤직
- 기획：오오카와 다케히로
- 치프 프로듀서：구와타 기요시 (TV 아사히)
- 프로듀서：가와니시 다쿠미(TV 아사히), 가베야 야스유키
- 프로듀서 보조：이이다 사야카
- 연출：나가에 도시카즈, 다카하시 노부유키, 가지야마 다카히로
- 제작：TV 아사히, 이즈미 방송 제작(Izumi Network Group)

## 관련 음반

### 주제곡
- 야노 겐타(矢野健太) starring Satoshi Ohno / 曇りのち、快晴(레이블 : 제이스톰)

극중에서는 소스케가 작곡하고, 겐타가 작사했다는 설정이다.

### Original Sound Tracks
1. 歌のおにいさん::歌のおにいさんのテーマ
2. 歌のおにいさん::ヤバ過ぎて言葉が見つからない
3. 歌のおにいさん::みんなでうたお!パピプペポン (子供合唱 Version)
4. 歌のおにいさん::歌う世界は鬼ばかり
5. 歌のおにいさん::着ぐるみはつらいよ
6. 歌のおにいさん::曇りのち、快晴 (Sentimental Version)
7. 歌のおにいさん::王子 de Rock
8. 歌のおにいさん::情景
9. 歌のおにいさん::矢野家は大騒ぎ
10. 歌のおにいさん::健太のAndante
11. 歌のおにいさん::追想のGiselle
12. 歌のおにいさん::歌のおにいさんのテーマ (ピアノ版)
13. 歌のおにいさん::Let's exercise!
14. 歌のおにいさん::Heartache
15. 歌のおにいさん::曇りのち、快晴 (Latin Version)
16. 歌のおにいさん::Rave over
17. 歌のおにいさん::健太のAdagio
18. 歌のおにいさん::みんなでうたお!パピプペポン (カラオケ Version)
19. 歌のおにいさん::情景 (ピアノ版)

## 부제·시청률
| Act-1                                                         | 2009년 1월 16일 | 행복을 뒤흔드는 사상 최악의 남자!!        | 나가에 도시카즈   | 10.6% |
| Act-2                                                         | 2009년 1월 23일 | 노래해 겐타!! 아이들을 위해서…            | 나가에 도시카즈   | 10.4% |
| Act-3                                                         | 2009년 2월 6일  | 왕자 실격!? 마음을 울리는 고마움          | 다카하시 노부유키 | 11.6% |
| Act-4                                                         | 2009년 2월 13일 | 기적의 초콜렛!! 고백 대작전               | 가지야마 타카히로 | 10.2% |
| Act-5                                                         | 2009년 2월 20일 | 열애발각!? 오해가 엮어준 부모와 자식의 정 | 나가에 도시카즈   | 10.2% |
| Act-6                                                         | 2009년 2월 27일 | 우정 붕괴!? 프로그램 존속의 위기          | 다카하시 노부유키 | 10.6% |
| Act-7                                                         | 2009년 3월 6일  | 최종장!! 다시 모든 것을 잃는 순간         | 나가에 도시카즈   | 11.8% |
| Final Act                                                     | 2009년 3월 13일 | 희망의 노래 소리!! 눈물의 라스트 라이브   | 나가에 도시카즈   | 10.7% |
| 평균 시청률 10.76% (시청률 비디오 리서치 조사, 관동지방 기준) |                 |                                           |                   |       |

## 지방 방송
아래의 지방 프로그램에서 방영하였다.
- YBS 야마나시 방송(일본 TV 계)：2009년 6월 30일부터 월요일~금요일 14:55 - 15:50
- TUT 튤립 TV(TBS 계)：2009년 5월 6일부터 화요일~금요일 15:50 - 16:43
- KUTV TV 고치(TBS 계)：2009년 4월 3일부터 매주 금요일 24:03 - 24:58
- MRT 미야자키 방송(TBS 계)：2009년 3월 30일부터 매주 월요일 15:00 - 15:55

## 수상
- 60회 《일본 TV 드라마 아카데미 시상식》에서 주제곡상, 여우조연상 수상.